# Petâr Vičev
Petâr Vičev (Srem, 23 maggio 1893 – Sofia, 11 novembre 1952) è stato un presbitero bulgaro della congregazione degli Agostiniani dell'Assunzione, beatificato da papa Giovanni Paolo II nel 2002.

## Biografia
Nato da genitori ortodossi, nel 1910 abbracciò la vita religiosa tra gli assunzionisti di Gempe e nel 1912 iniziò a studiare teologia a Lovanio. Fu insegnante a Plovdiv e poi nel seminario minore di Kumkapı, a Istanbul, dove fu ordinato sacerdote il 22 dicembre 1921.
Nel 1930 si laureò in teologia a Strasburgo e fu nominato professore di filosofia a Plovdiv; collaborò con varie riviste.
Arrestato dai comunisti nel 1952 e accusato di spionaggio, fu condannato a morte.
Fu fucilato a Sofia nel novembre 1952 insieme con il vescovo Eugenio Bossilkov e con i suoi confratelli Paolo Dzidzov e Josafat Šiškov.

## Culto
Fu beatificato da papa Giovanni Paolo II il 26 maggio 2002 durante un suo viaggio apostolico in Bulgaria.
Il suo elogio si legge nel Martirologio romano al 13 novembre.